# 信厳
信厳（しんげん、生没年不詳）は、奈良時代の日本の仏教僧。天平年間の和泉監和泉郡の郡司珎（茅渟・珍・血沼とも）県主倭麻呂（ちぬ の やまとまろ）と同一人物と推定され、行基門人の中では比較的実像が判明している人物である。

## 経歴
唐招提寺に所蔵されている『行基菩薩事蹟記』所収の「大僧正師徒各位注録」の中に信厳の名前があり、それによれば行基の門人は「十弟子僧」「翼従弟子」「侍者」「親族弟子」と称される集団に分けられ、信厳は「侍者」に属している。竹内亮によれば、「十弟子僧」は特に名声のある弟子で興福寺などの大寺に籍を置いていた者、「親族弟子」は文字通り行基の親族出身者を指し、「翼従弟子」「侍者」は僧侶である者と優婆塞と呼ばれる在家信者の違いであるとしている。
『日本霊異記』中巻第2録には次のような話が伝えられている。
天平9年（737年）作成した和泉監正税帳に登場する「少領外従七位下珎縣主倭麻呂」は大領と少領で官職こそ異なるが、『日本霊異記』に出てくる血沼県主倭麻呂と同一人物と考えられている（なお、正税帳における「倭麻呂」の部分はその字体から倭麻呂本人による署名と考えられている）。珎県主は和泉国の皇別氏族で令制以前から茅渟県を支配していた。神亀年間以降、行基は故郷の和泉を活動の拠点としており、各地で多くの寺院造営や池溝開発を主導してきたが、地域に影響力を持つ有力者が優婆塞として物心両面にて行基を支援してことでこうした事業を実現可能としてきた。倭麻呂もこうした優婆塞として行基を支持して侍者に加えられた後に出家したと思われる。また、信厳という法名も出家以前に行基から与えられていた可能性がある。
和泉監正税帳と『日本霊異記』を信じるならば、信厳は天平9年（737年）から行基が死去した天平21年（749年）の間に亡くなったと推定される。